# روردی جانسون
روردی جانسون (به انگلیسی: Reverdy Johnson) سناتور سابق عضو حزب دموکرات ایالات متحده آمریکا بود. وی در سال ۱۸۴۵ تا ۱۸۴۹ و ۱۸۶۳ تا ۱۸۶۸ میلادی سناتور ایالت مریلند در سنای ایالات متحده آمریکا بود.